# 대한민국 의문사진상규명위원회
의문사진상규명위원회(疑問死眞相糾明委員會)는 대한민국 대통령 직속의 민주화운동 관련 의문사 규명을 위해 설치된 기구이다. 위원장은 한상범이다.

## 개요
2000년 10월 17일 출범 2004년6월 30일까지 활동한 한시적 기구로 지난 군사독재 통치에서 민주화 운동과 관련하여 공권력에 의해 희생된 의문사를 밝히는 것을 목적을 하여, 장준하 사건과 허원근일병 사건등의 조작된 수사결과들을 밝혀내고 있다.
군사독재시대 국가에 의해 일어난 범죄를 규명하는 일이라 진실이 드러나는 것을 원하지 않는 다른 국가기관의 비협조와 마찰이 여전히 있어왔고, 특히 고 허원근 일병이 군복무중 살해당하였으나 자살사고로 조작된 사건인 고 허원근일병 의문사사건 조사시에는 국방부 방문조차 거부되었다. 이때 의문사진상규명위원회의 활동을 잘 견제한 정수성 국방합동조사단장은 그 공로로 중장에 진급하였다.

## 주요 활동
- 2003년 인혁당 사건이 박정희 군사독재정권 당시에 중앙정보부의 조작에 의한 사법살인이었음을 밝힘.
- 군 부재자투표 관련 사망사건 은폐조작에 대한 진상규명
- 민주화를 요구하는 학생들에 대한 군의 특별관리 등 은폐된 군의문사의 진상 확인
- 경찰등 정보기관의 미행과 감시·고문 등에 의한 학생운동 탄압에 대한 진상규명
- 1970년대 폭정하에 불법 자행된 전향공작의 실태규명
- 권위주의 정권의 야당정치인 탄압에 대한 일부 규명
- 국정원·경찰 등 정보기관의 불법적 수사와 연행·구금에 의한 인권 탄압의 진상규명